# Bo Spellerberg
Bo Spellerberg (ur. 24 lipca 1979 w Gladsaxe) – duński piłkarz ręczny, reprezentant kraju. Gra na pozycji rozgrywającego. Obecnie występuje w duńskim KIF Kolding. W 2008 roku zdobył złoty medal na Mistrzostwach Europy, rozgrywanych w Norwegii.

## Kluby
- KFUM København
- FIF
- KIF Kolding

## Sukcesy
- 2003, 2005, 2006, 2009: mistrzostwo Danii
- 2004, 2010: wicemistrzostwo Danii
- 2005, 2007: puchar Danii
- 2006: brązowy medal Mistrzostw Europy
- 2008: mistrzostwo Europy
- 2012: mistrzostwo Europy